# Phaethornis idaliae
El ermitaño pigmeo (Phaethornis idaliae) es una especie de ave apodiforme de la familia Trochilidae, perteneciente al numeroso género Phaethornis. Es endémico de la Mata Atlántica del sureste de Brasil.

## Distribución
Se distribuye por el litoral atlántico del sureste de Brasil, desde el sureste de Bahía, por Espírito Santo, centro este de Minas Gerais, hasta Río de Janeiro.
Esta especie habita en el sotobosque y los bordes de bosques húmedos litoraleños primarios o ligeramente perturbados, en crecimientos secundarios, en parches de bosque dentro de la vegetación de restinga. Ha sido registrado en plantaciones de Eucalyptus maduras adyacentes a bosques primarios. Por debajo de los 500 m de altitud.

## Descripción
Mide un promedio de 6,7 cm de longitud y su peso es de 3 g, siendo uno de los pájaros  conocidos más pequeños. El pico mide 23 mm. Las partes superiores son de color verde bronceado; cabeza oscura, presentando una faja superciliar y otra infraocular parduzcas, delimitando una faja malar fusca; el macho con la garganta color castaño y el pecho ocráceo; la hembra con la garganta y el pecho color ocre rojizo, vientre pardo grisáceo, alas negruzcas, cola negra con punta blanca y timoneras centrales prolongadas, con extensa punta blanca.

## Alimentación
Se alimenta principalmente del néctar de las flores, pero come también pequeños artrópodos.

## Reproducción
En la época de apareamiento los machos realizan exhibiciones frente a las hembras. Vocalizan y cantan en arenas comunitarias denominadas leks, en el sotobosque, en áreas con abundantes plantas de Heliconia. Cuando una hembra se acerca, el macho se agita, canta, gira sobre un eje y realiza un vuelo espectacular, como en cámara lenta, frente a la hembra que observa desde un lugar alto. Finalmente el macho, frente a la hembra, levanta y despliega su cola en abanico a la vez que abre el pico y deja ver su garganta amarilla, luego sigue la cópula. 
Construye un nido en forma de cono a una altura del suelo de aproximadamente 1,5 m, con pendientes que sirven de contrapeso y suspendido de la punta de la parte interior de una hoja de palma, heliconia o plátano, de manera que la hoja queda como techo protegiendo el nido. La hembra pone dos huevos.

## Sistemática

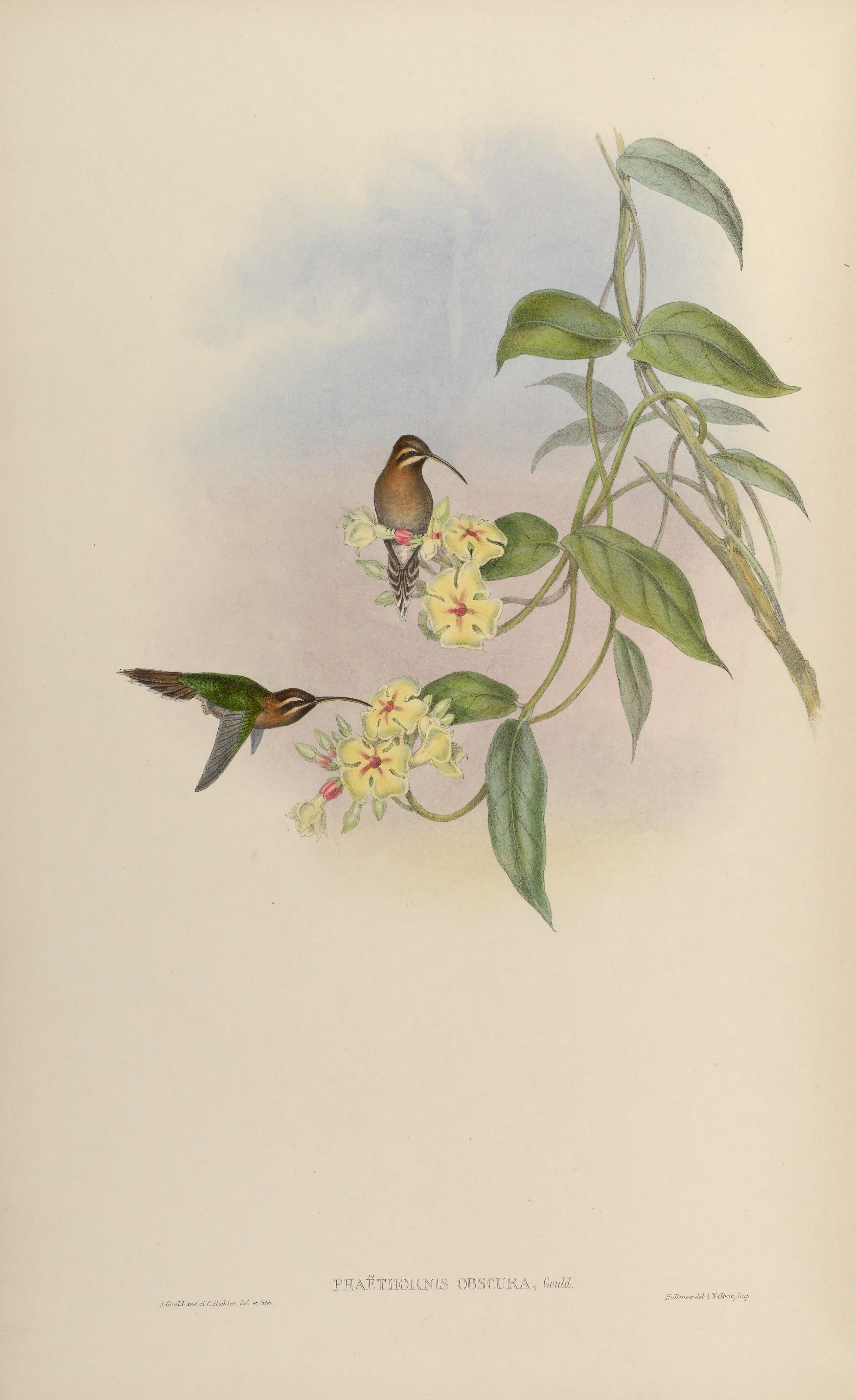
Phaëthornis obscura sinónimo de Phaethornis idaliae, ilustración de Gould y Richter en A monograph of the Trochilidae, or family of humming-birds vol. 1, 1861.

### Descripción original
La especie P. idaliae fue descrita por primera vez por los ornitólogos franceses Jules Bourcier y Étienne Mulsant en 1856 bajo el nombre científico Trochilus idaliae; su localidad tipo es: «interior de Brasil».

### Etimología
El nombre genérico masculino «Phaethornis» se compone de las palabras del griego «phaethōn» que significa ‘sol’ y «ornis» que significa ‘pájaro’; y el nombre de la especie «idaliae» proviene de la mitología griega Idalia, un epíteto de la diosa Venus.

### Taxonomía
Así como otros ermitaños pequeños, ya fue colocado en un género Pygmornis. También ya fue tratado como una subespecie de Phaethornis longuemareus, pero el dimorfismo sexual y otros caracteres morfológicos indican que son dos especies separadas. Es monotípica.